# ألكسندر باومان
ألكسندر باومان (و. 1942  م) هو سياسي، ومحامي سويسري، ولد في زيورخ، هو عضوٌ حزب الشعب السويسري.

## مناصب
تولى منصب عضو المجلس الوطني السويسري (4 ديسمبر 1995–4 ديسمبر 2011).